# 120 Schilderijen uit het Rijksmuseum
120 Schilderijen uit het Rijksmuseum is een boekje met zwart-witfoto's van een selectie van 120 schilderijen uit het Rijksmuseum Amsterdam. Het werd gepubliceerd door het Rijksmuseum in 1949 met heruitgaven in de jaren 1950 tot 1990.
De selectie van opgenomen werken werd grotendeels gedaan door D.C. Roëll, de toenmalige directeur. Er werden geen werken van vrouwen opgenomen in de selectie. Het schilderij Landschap met veerpont van Salomon van Ruysdael bevindt zich niet meer in de huidige collectie, het werd in 2006 teruggegeven aan de erfgenaam van Jacques Goudstikker en bevindt zich thans in de collectie van de National Gallery of Art in Washington D.C.. De andere werken bevinden zich nog in de collecties van het Amsterdam Museum en Rijksmuseum.

## Lijst van illustraties
| Afbeelding | Titel | Datering | Toeschrijving                                  | Inventarisnummer |
| ---------- | --- | -------- | ---------------------------------------------- | ---------------- |
|            | De heilige maagschap | 1495     | Geertgen tot Sint Jans                         | 950              |
|            | De aanbidding van de koningen |          | Geertgen tot Sint Jans                         | 950A1            |
|            | De zeven werken van barmhartigheid | 1504     | Meester van Alkmaar                            | 1538B1           |
|            | De aanbidding van de koningen |          | Jan Mostaert                                   | 1674             |
|            | Maria met Jezus en vier heilige maagden |          | Meester van de Virgo inter Virgines            | 1538V1           |
|            | Het sterfbed van Maria | 1500     | Meester van het Amsterdamse sterfbed van Maria | 1538D1           |
|            | Drieluik met Maria met kind en heiligen (middenpaneel), de stichter met de heilige Martinus (binnenzijde linkervleugel), de stichteres met de heilige Cunera (binnenzijde rechtervleugel) en de verkondiging (buitenzijde vleugels) |          | Meester van Delft                              | 1538L1           |
|            | Memorietafel | 1500     | Meester van de Spes Nostra                     | 1538T1           |
|            | De kruisiging |          | Jacob Cornelisz van Oostsanen                  | 723              |
|            | Salome met het hoofd van Johannes de Doper | 1524     | Jacob Cornelisz van Oostsanen                  | 722A2            |
|            | Jezus neemt afscheid van Maria |          | Cornelis Engebrechtsz.                         | 905A1            |
|            | De roeping van Sint-Antonius | 1530     | Lucas van Leyden                               | 1452             |
|            | De opwekking van Lazarus |          | Aertgen van Leyden                             | 1449D1           |
|            | Maria Magdalena | 1530     | Jan van Scorel                                 | 2189             |
|            | Linkervleugel van een drieluik met portret van de stichter Matelief Dammasz en de heilige Paulus (voorkant) en de Sibylla Erythraea (achterkant)                                                                                    | 1564     | Maarten van Heemskerck                         | 1127             |
|            | De aanbidding der herders |          | Pieter Aertsen                                 | 6                |
|            | Portretten van Sir Thomas Gresham en Anne Fernely |          | Anthonis Mor van Dashorst                      | 1673B1           |
|            | Portretten van Sir Thomas Gresham en Anne Fernely |          | Anthonis Mor van Dashorst                      | 1673B2           |
|            | Het korporaalschap van kapitein Dirck Jacobsz Rosecrans en luitenant Pauw | 1588     | Cornelis Ketel                                 | 1330             |
|            | Drie regentessen en de binnenmoeder van het Leprozenhuis te Amsterdam | 1624     | Werner van den Valckert                        | 2351             |
|            | Landschap met ruïnes, vee en herten |          | Roelant Savery                                 | 2138             |
|            | Winterlandschap met ijsvermaak | 1608     | Hendrick Avercamp                              | 392              |
|            | Het ponteveer | 1622     | Esaias van de Velde                            | 2452             |
|            | De buitenpartij | 1627     | Dirck Hals                                     | 1082             |
|            | Vrolijk gezelschap | 1618     | Willem Pieterszoon Buytewech                   | 668B1            |
|            | Portret van een stel, waarschijnlijk Isaac Abrahamsz Massa en Beatrix van der Laen | 1622     | Frans Hals                                     | 1084             |
|            | Portret van een man | 1635     | Frans Hals                                     | 1089             |
|            | De vrolijke drinker | 1627     | Frans Hals                                     | 1091             |
|            | Portret van een man, mogelijk een geestelijke | 1660     | Frans Hals                                     | 1091A1           |
|            | Portret van Maritge Claesdr Vooght | 1639     | Frans Hals                                     | 1088             |
|            | De virginaalspeelster |          | Jan Miense Molenaer                            | 1635             |
|            | Portret van een meisje in het blauw | 1641     | Johannes Cornelisz Verspronck                  | 2536A1           |
|            | Het oude stadhuis in Amsterdam | 1657     | Pieter Jansz. Saenredam                        | 2099A1           |
|            | Interieur van de Sint-Odulphuskerk in Assendelft | 1649     | Pieter Jansz. Saenredam                        | 2100             |
|            | De molen bij Wijk bij Duurstede | 1670     | Jacob van Ruisdael                             | 2074             |
|            | Landschap met waterval | 1668     | Jacob van Ruisdael                             | 2075             |
|            | Landschap met veerpont | 1649     | Salomon van Ruysdael                           | 2083A4           |
|            | Gezicht op Haarlem uit het noordwesten, met de blekerijen op de voorgrond |          | Jacob van Ruisdael                             | 2071             |
|            | Pieter Schout te paard | 1660     | Thomas de Keyser                               | 1350             |
|            | Een watermolen | 1664     | Meindert Hobbema                               | 1187             |
|            | Een watermolen | 1664     | Meindert Hobbema                               | 1188             |
|            | Landschap met twee eiken | 1641     | Jan van Goyen                                  | 990              |
|            | Rustende reizigers | 1671     | Adriaen van Ostade                             | 1818             |
|            | De schaatsenrijders: boerengezelschap in interieur | 1650     | Adriaen van Ostade                             | 1820A1           |
|            | Schuttersmaaltijd ter viering van de Vrede van Munster | 1648     | Bartholomeus van der Helst                     | 1135             |
|            | Riviergezicht bij maanlicht |          | Aert van der Neer                              | 1720A2           |
|            | Twee paarden in de wei bij een hek | 1649     | Paulus Potter                                  | 1911             |
|            | Koeien in de wei bij een boerderij | 1653     | Paulus Potter                                  | 1915             |
|            | Oude lezende vrouw, waarschijnlijk de profetes Hanna | 1631     | Rembrandt van Rijn                             | 2024A1           |
|            | Jeremia treurend over de verwoesting van Jeruzalem | 1630     | Rembrandt van Rijn                             | 2024A5           |
|            | Jozef vertelt zijn dromen aan zijn ouders en zijn broers | 1633     | Rembrandt van Rijn                             | 2024A7           |
|            | Portret van Maria Trip | 1639     | Rembrandt van Rijn                             | 2022             |
|            | De Nachtwacht | 1642     | Rembrandt van Rijn                             | 2016             |
|            | De anatomische les van Dr. Deijman | 1656     | Rembrandt van Rijn                             | 2018             |
|            | De Staalmeesters | 1662     | Rembrandt van Rijn                             | 2017             |
|            | Het Joodse Bruidje | 1667     | Rembrandt van Rijn                             | 2019             |
|            | Landschap met stenen brug | 1637     | Rembrandt van Rijn                             | 2020             |
|            | Rivierdal |          | Hercules Seghers                               | 2198B1           |
|            | Vier regenten van het Leprozenhuis | 1649     | Ferdinand Bol                                  | 552A1            |
|            | Isaak zegent Jakob | 1638     | Govert Flinck                                  | 927              |
|            | Portret van Abraham de Potter, zijdelakenkoopman in Amsterdam | 1649     | Carel Fabritius                                | 920              |
|            | Willem van der Helm (ca. 1625-75). Stadsbouwmeester van Leiden, met zijn vrouw Belytgen Cornelisdr van de Schelt en hun zoontje Leendert                                                                                            |          | Barent Fabritius                               | 919              |
|            | Oude vrouw in gebed, bekend als ‘Het gebed zonder end’ | 1656     | Nicolaes Maes                                  | 1501             |
|            | Portret van Ernest de Beveren, heer van West-IJsselmonde en De Lindt | 1685     | Arent de Gelder                                | 966B6            |
|            | Het stadhuis op de Dam in Amsterdam | 1672     | Gerrit Adriaenszoon Berckheyde                 | 483              |
|            | De Sankt Severin te Keulen opgenomen in een gefantaseerd stadsbeeld |          | Jan van der Heyden                             | 1170             |
|            | De Dam | 1668     | Jan van der Heyden                             | 1174             |
|            | Het kanonschot | 1680     | Willem van de Velde                            | 2478             |
|            | De Gouden Leeuw op het IJ voor Amsterdam | 1686     | Willem van de Velde                            | 2469             |
|            | De begroeting van de regeringssloep door de binnenvloot | 1650     | Jan van de Cappelle                            | 681              |
|            | Stilleven met zilveren schenkkan |          | Willem Kalf                                    | 1320             |
|            | Interieur van een protestantse gotische kerk |          | Emanuel de Witte                               | 2697             |
|            | Portret van Helena van der Schalcke | 1648     | Gerard ter Borch                               | 573              |
|            | De vaderlijke vermaning | 1654     | Gerard ter Borch                               | 570              |
|            | Het straatje | 1657     | Johannes Vermeer                               | 2527A2           |
|            | Het melkmeisje | c. 1659  | Johannes Vermeer                               | 2527A1           |
|            | De liefdesbrief | 1666     | Johannes Vermeer                               | 2528             |
|            | Brieflezende vrouw in het blauw | 1660     | Johannes Vermeer                               | 2527             |
|            | Een vrouw met een kind in een kelderkamer | 1658     | Pieter de Hooch                                | 1248             |
|            | Een gezelschap op de plaats achter een huis | 1663     | Pieter de Hooch                                | 1251             |
|            | Vertrouwelijk onderhoud | 1661     | Quirijn van Brekelenkam                        | 626              |
|            | Het zieke kind | 1660     | Gabriël Metsu                                  | 1556A3           |
|            | De avondschool |          | Gerrit Dou                                     | 795              |
|            | Pijprokende man | 1650     | Gerrit Dou                                     | 791              |
|            | De zieke vrouw |          | Jan Steen                                      | 2246             |
|            | Het Sint-Nicolaasfeest | 1665     | Jan Steen                                      | 2237             |
|            | Prinsjesdag |          | Jan Steen                                      | 2235             |
|            | De aanbidding der herders |          | Jan Steen                                      | 2250A4           |
|            | De schimmel (Wouwerman) | 1646     | Philips Wouwerman                              | 2720             |
|            | Italiaans landschap | 1656     | Nicolaes Berchem                               | 468              |
|            | Familiegroep bij een klavecimbel | 1739     | Cornelis Troost                                | 2326A3           |
|            | Een Amsterdamse stadstuin |          | Cornelis Troost                                | 2326A2           |
|            | De regenten van het Aalmoezeniersweeshuis te Amsterdam, 1729 | 1729     | Cornelis Troost                                | 2320             |
|            | Mr. Pieter Cornelis Hasselaer (1720-97), raad van Indië en burgemeester van Amsterdam met zijn gezin | 1763     | George van der Mijn                            | 1698             |
|            | Maria Henriëtte van de Pol (1707-87). Echtgenote van Willem Sautijn |          | Frans van der Mijn                             | 1697             |
|            | Een schrijver die zijn pen versnijdt | 1784     | Jan Ekels de Jonge                             | 887              |
|            | De inwijding van het gebouw van Felix Meritis (31 oktober 1788) |          | Adriaan de Lelie                               | 1434             |
|            | De ingang van het park van Saint-Cloud in Parijs | 1809     | Pieter Rudolph Kleijn                          | 1351             |
|            | Het Raampoortje in Amsterdam | 1809     | Wouter Johannes van Troostwijk                 | 2331             |
|            | De vaart bij 's-Graveland | 1818     | Pieter Gerardus van Os                         | 1809A2           |
|            | Een straat in het oude deel van Batavia | c. 1870  | Jan Weissenbruch                               | 2624A1           |
|            | De Trekvliet bij Rijswijk, bekend als ‘Gezicht bij de Geestbrug’ | 1868     | Johan Hendrik Weissenbruch                     | 2624             |
|            | De consistoriekamer van de Sint Stevenskerk te Nijmegen. |          | Johannes Bosboom                               | 584A5            |
|            | Een jonge vrouw. | 1863     | August Allebé                                  | 12               |
|            | De Nieuwe Haarlemse Sluis bij het Singel, bekend als ‘Souvenir d’Amsterdam’ | 1871     | Matthijs Maris                                 | 1519B4           |
|            | Kippetjes voeren | 1866     | Jacob Maris                                    | 1518A5           |
|            | Aankomst der boten | 1884     | Jacob Maris                                    | 1518A20          |
|            | Louis Jacques Veltman (1817-1907). Toneelspeler | 1893     | Jozef Israëls                                  | 1287             |
|            | Morgenrit langs het strand | 1885     | Anton Mauve                                    | 1533A14          |
|            | Schafttijd in de bouwput aan de Van Diemenstraat in Amsterdam | 1897     | George Hendrik Breitner                        | 622A6            |
|            | Meisje in witte kimono | 1894     | George Hendrik Breitner                        | 622A9            |

### Buitenlandse scholen
| Afbeelding | Titel                                                        | Datering | Toeschrijving               | Inventarisnummer |
| ---------- | ------------------------------------------------------------ | -------- | --------------------------- | ---------------- |
|            | Helena Fourment (1614-73). Tweede echtgenote van de schilder |          | Peter Paul Rubens           | 2067             |
|            | Kruisdraging                                                 |          | Peter Paul Rubens           | 2065             |
|            | Portret van Nicolaes van der Borght, koopman te Antwerpen    |          | Anthony van Dyck            | 856              |
|            | Willem II en zijn bruid Maria Stuart                         | 1641     | Anthony van Dyck            | 857              |
|            | Madonna van nederigheid                                      | 1440     | Fra Angelico                | 17B1             |
|            | Vrouw staande aan de waterkant                               | c. 1520  | Girolamo dai Libri          | 682B1            |
|            | Portretten van Giuliano en Francesco Giamberti da Sangallo   |          | Piero di Cosimo             | 1875B2           |
|            | Portret van een jonge vrouw                                  |          | Giovanni Ambrogio de Predis | 1920B1           |
|            | Christus en de overspelige vrouw                             | 1550     | Tintoretto                  | 2302E2           |
|            | De speelbank (Il ridotto)                                    |          | Pietro Longhi               | 1481B1           |
|            | Christus aan het kruis                                       |          | El Greco                    | 1001B1           |
|            | Portret van Don Ramón Satué                                  | 1823     | Francisco Goya              | 988B1            |